# Evelyn Hugh Barker
Sir Evelyn Hugh Barker, britanski general, * 1894, † 1983.